# 末法無戒
末法無戒（まっぽうむかい）とは、末法の世には細かい戒律は必要がないという、日蓮宗諸派の教学である。また浄土真宗も同じ考え方があり、この理由から肉食妻帯が許されていた。
末法の世における仏道の修行では、正法時や像法時に成立した諸々の細かい戒律はまったく無益であるということ。解釈によっては、無益どころか害になるともいう。
最澄に仮託される『末法燈明記』には、「末法には、ただ名字（みょうじ）の比丘のみあり。この名字を世の真宝となして、さらに福田なし。末法の中に持戒の者有るも、すでにこれ怪異なり。市に虎有るが如し。これ誰か信ずべきや」とある。
日蓮はこの『末法燈明記』を引用し、『四信五品抄』で「問うて曰く末代初心の行者何物をか制止するや、答えて曰く檀戒等の五度（五波羅蜜）を制止して一向に南無妙法蓮華経と称せしむるを一念信解初随喜（いちねんしんげしょずいき）の気分（けぶん）と為すなり」と述べて、末法の五度は無用であることを説得した。
また『観心本尊抄』でも「釈尊の因行果徳の二法は妙法蓮華経の五字に具足す。我等此の五字を受持すれば自然に彼の因果の功徳を譲り与え給う」と述べていることから、日蓮正宗などの冨士門流では三大秘法の本尊を受持することが末法に於ける唯一の戒律とされ、これを受持即持戒という。また金剛宝器戒（こんごうほうきかい）といい、この戒律は一度受持すれば破ろうとしても破戒することはできないとされる。